# Naoki Nakagawa
Naoki Nakagawa (Fukutsu, Fukuoka, 19 de novembro de 1996) é um tenista profissional japonês. 
Em 2014, jogando com o australiano Omar Jasika, Nakagawa foi campeão juvenil da chave de duplas do Aberto dos Estados Unidos após derrotar na final a parceria brasileira formada por Rafael Matos e João Menezes por 6-3, 7-6 (8-6).